# Kálmán Lambrecht

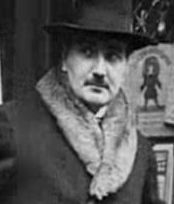
Kálmán Lambrecht (1938)

Kálmán Lambrecht (* 1. Mai 1889 in Pancsova, Österreich-Ungarn; † 7. Januar 1936), auch als Koloman Lambrecht bekannt, war ein ungarischer Paläontologe.

## Leben
Dank des Einflusses von Ottó Herman wurde Lambrecht 1909 Mitglied beim Ungarischen Ornithologischen Institut. 1913 erlangte er seinen Doktortitel in Zoologie, Paläontologie und Chemie. Auf Empfehlung von Baron Franz Nopcsa wurde er 1917 Mitglied bei der Geologischen Reichsanstalt in Budapest und 1926 Bibliothekar der Anstalt. 1934 übernahm er dieselbe Funktion am Ungarischen Nationalmuseum in Budapest und er erhielt eine Professur an der Universität Pécs. Ottó Herman ermutigte Lambrecht, sich auf das bis dato vernachlässigte Forschungsgebiet der Paläornithologie zu spezialisieren. Drei Jahre vor seinem Tod erschien Lambrechts Standardwerk Handbuch der Palaeornithologie, in dem er auf über tausend Seiten fossile, subfossile aber auch abnorme Schädel und Knochen von rezenten Vögeln aus verschiedenen Naturkundemuseen Europas beschrieb. Darin errichtete er zahlreiche Gattungen für ausgestorbene Taxa, die bis dazu in rezente Gattungen gestellt wurden, etwa Miocorax für die Kormorane, Miocorvus für die Rabenvögel oder Proardea für die Reiher. 1928 verfasste Lambrecht die wissenschaftliche Erstbeschreibung von Palaeotis weigelti, einem Vogel aus dem Eozän, der lange Zeit für die älteste fossile Trappe gehalten wurde. Erst als in den 1980er-Jahren weitere Knochen gefunden wurden, fand man heraus, dass die Art zur Ordnung der Laufvögel gehört.

## Ehrungen und Dedikationsnamen
Nach Lambrecht sind die Kálmán-Lambrecht-Höhle im Bükk-Gebirge, die fossile Trappenart Otis lambrechti sowie die fossile Entenart Anas lambrechti (heute ein Synonym für die Bahamaente) benannt.

## Schriften (Auswahl)
- A Borsodi Bükk fossilis madarai és Magyarország fossilis madarai, 1912
- Aves. Fossilium catalogus Frech (F. D.) Fossilium Catalogus. I. Animalia. Pars 12, 1921
- Az ősember. Ősvilágok élete, 1926
- Az ősember elődei (az ősállatok), 1927
- Handbuch der Palaeornithologie, Gebrüder Borntraeger, Berlin. 1933 (Neuaufl. Amsterdam : A.Asher, 1964) (Online-Ausgabe)